# Ciekoty
Ciekoty is een plaats in het Poolse district  Kielecki, woiwodschap Święty Krzyż. De plaats maakt deel uit van de gemeente Masłów en telt 361 inwoners.